# Usta (Wetluga)
Die Usta (russisch Уста, Mari Ышта) ist ein linker Nebenfluss der Wetluga in der Oblast Kirow und der Oblast Nischni Nowgorod in Nordwestrussland.
Sie entspringt südöstlich von Schachunja an der Grenze zwischen der Oblast Kirow und Oblast Nischni Nowgorod. Sie fließt nur wenige Kilometer innerhalb der Oblast Kirow. Die Usta fließt in überwiegend westlicher Richtung durch die Oblast Nowgorod. Sie passiert die Kleinstadt Uren und wendet sich in ihrem Unterlauf nach Süden. Nach 253 km trifft sie auf die ebenfalls nach Süden fließende Wetluga. Die Usta entwässert ein Areal von 6030 km². Der Fluss ist zwischen November und April von einer Eisschicht bedeckt. Die Schneeschmelze leistet einen maßgeblichen Beitrag zum Gesamtjahresabfluss. 47 km oberhalb der Mündung beträgt der mittlere Abfluss 28 m³/s.